# Leptangium
Leptangium là một chi rêu trong họ Erpodiaceae.